# ナイーブ (クラシエホームプロダクツ)
ナイーブ（naive）は、クラシエ株式会社 ホームプロダクツカンパニー（旧：カネボウホームプロダクツ→クラシエホームプロダクツ）から発売しているスキンケアブランドである。

## 概要
1994年に誕生し、発売29年目を数えるロングセラーブランドで、発売以来一貫して植物素材を使用している。ボディソープ・洗顔料・メイク落とし・ハンドソープがあり、各製品には、「桃」「アロエ」「お茶の葉」など数種類のラインナップを用意されている。中でも「桃」と「アロエ」は発売当初からある定番で、主要製品であるボディソープと洗顔フォームにラインナップされている。
商品パッケージのブランドロゴは、ボディソープはカタカナを大きくメインに出し、アルファベットはその上または下に小さく表示している。ボディソープ以外の製品では逆にアルファベットが大きく、カタカナが小さく表示される。ナチュラルソープも2009年8月のリニューアルにより、ボディソープと同じ表示形式（カタカナが大きいタイプ）に改められていたが、2016年3月のリニューアル時に、ボディソープが発売以来初めてアルファベットを大きく、カタカナを小さくする新ブランドロゴとなり、洗顔フォーム・メイク落とし洗顔フォームと表記が統一された。
なお、かつては石鹸やシャンプー・コンディショナーも発売されていた（シャンプーとコンディショナーは2020年3月をもって製造を終了している）。

## 沿革
- 1994年 - 発売。
- 2003年2月 - ボディソープ（桃の葉・アロエ・オレンジ）、シャンプー・コンディショナー（桃の葉・アロエ・オリーブ）、洗顔フォーム（桃の葉・アロエ）をリニューアル。
- 2005年1月 - リニューアルを実施。この時期のリニューアルより、シャンプー、コンディショナー、ボディソープに「ワイドディスペンサー」、「スーパー広口ボトル」、つめかえ用に「ダブルカットパウチ」を採用する。
  - ボディソープは「グルコシルトレハロース」を配合。ラインナップも「オレンジ」を廃止する替わりに、「ゆず」と「ローズヒップ」を追加発売。
  - シャンプー・コンディショナーにも「グルコシルトレハロース」を配合。これまで発売されていた「オリーブ」を廃止。
  - 洗顔フォーム（桃の葉・アロエ・お茶の葉）にも「グルコシルトレハロース」を配合。
  - メイクも落とせる洗顔フォーム（桃の葉・お茶の葉）、ディープクリアシリーズ（オイルクレンジング、リキッドクレンジング、クリームクレンジング、メイク落としシート）、ナチュラルソープ（桃の葉）、薬用ハンドソープ（桃の葉・お茶の葉）もリニューアルする。
- 2006年1月 - ボディソープをリニューアル。あわせて、「ぶどうの葉」、「緑茶」を追加発売。
- 2007年
  - 1月 - 主要アイテムをリニューアル。
    - ボディソープには「植物性アミノ酸せっけん」を配合。「ゆず」を廃止する替わりに「グレープフルーツ」を追加。
    - シャンプーは泡立ちを高め、コンディショナーには「大豆タンパク」を配合。また、ラインナップに「オレンジ」を追加。
    - 洗顔フォームには「植物性アミノ酸洗浄成分」を配合。ラインナップに「グレープフルーツ」を追加。
    - ディープクリアリキッドクレンジングにはオレンジオイルを配合。

  - 6月 - クラシエホームプロダクツに社名変更。同時期に『KaneboからKracieへ』の告知も兼ね、シャンプーとコンディショナーのペアセット品、ボディソープの本体・詰替えセット品、洗顔フォームの増量品を数量限定発売。
  - 8月 - ボディソープに「ゆず&はちみつ」を追加発売。メイクも落とす洗顔フォームをリニューアルし、「オレンジ&グレープフルーツ」を追加発売。
  - 9月 - 沖縄県限定でボディソープに「シークワーサー」を追加発売。
- 2008年
  - 3月 - ローズエキスなどを配合した「薬用ホワイトうるおい洗顔」、「薬用ホワイトメイクも落とすうるおい洗顔」を発売。
  - 5月 - 沖縄県限定商品「ボディソープ シークワーサー」を期間・数量限定で全国発売。
  - 8月 - ボディソープに北海道富良野産のラベンダーエキスを使用した数量限定品ラベンダーを追加発売。
  - 9月 - 泡ハンドソープ（桃の葉）、薬用ホワイト（毛穴クリアクレンジングオイル・リンクルクレンジング）を追加発売。「薬用ホワイト リンクルクレンジング」にはクレンジングクリームでは初の詰め替え用をラインナップする。
- 2009年
  - 2月 - 主要5アイテムを一新。グリコシルトレハロースにカラスムギから採取した植物性タンパク成分ボタニカルプロテインを加えた「グリコシルトレハロースBP」に進化。また、ボディソープとシャンプー・コンディショナーは新ボトルを採用。スーパー広口ボトルは廃止されたが、ボトルのプラスチック使用量は従来品の2/3に抑えた。
    - ボディソープは「グレープフルーツ」「ぶどうの葉」「緑茶」「ゆず&はちみつ」を廃止、新たに「レモン」と「ザクロ」を追加し5種類に集約。沖縄県限定製品の「シークワーサー」もリニューアル。
    - シャンプー・コンディショナーは「オレンジ」を廃止し2種類に集約。従来の「桃の葉」は「ローズヒップオイルα」を新配合し「まとまりリッチ」へ、「アロエ」は「グレープシードオイルα」を新配合し「なめらかスムース」に名称変更。
    - 洗顔フォームの「グレープフルーツ」、メイクも落とす洗顔フォームの「オレンジ&グレープフルーツ」を廃止し、替わって「ザクロ」をそれぞれ追加。

  - 5月 - 昨年に引き続き、沖縄県限定製品「ボディソープ シークワーサーエキス配合」を数量限定で全国発売。さらに、同じ数量限定アイテムとして、「ボディソープ ミントエキス配合」も同時発売。
  - 8月 - 新クレンジングライン「メイクオフプラス」シリーズを発売。同時に「ナチュラルソープ（桃の葉エキス配合）」をリニューアル発売。
  - 9月 - 「スキンケアソープ アプリコットエキス&オリーブスクワラン配合」を追加発売。ボディソープには昨年に引き続き、数量限定品「ラベンダーエキス配合」を発売。
  - 12月 - ボディソープに数量限定品「いちごエキス配合」を発売。
- 2010年
  - 2月
    - ボディソープの「レモン」を廃止し、替わって「リンゴ」を追加。同時に既存製品（桃の葉・アロエ・ローズヒップ・ザクロ）はポンプ部に色をつけたマイナーチェンジを行う。
    - 「スキンクリアソープ ユーカリエキス&ジャスミンエキス配合」、「高保湿エッセンス 洗顔フォーム」を追加発売。

  - 5月 - 昨年に引き続き、季節限定品「ミントエキス配合」を発売。さらに、オレンジ・シークワーサー・グレープフルーツのエキスをブレンドした「サマーシトラスエッセンス配合」を同時発売。セット品及びつめかえ用のみで、ジャンボ単体は設定されない。
  - 8月 - ボディソープに「カモミールエキス配合」を追加。さらに、3年連続で数量限定品「ラベンダーエキス配合」を追加。メイクオフシリーズに「メイクオフミルキィジェル なめらかプラス」を追加。
  - 9月 - 高保湿洗顔ラインに「高保湿エッセンス メイク落とし洗顔フォーム」を追加発売。
  - 11月 - ボディソープに数量限定品「もも&いちごエッセンス配合」と「でこぽんエキス配合」を発売。「もも&いちごエッセンス配合」は当時のイメージキャラクターであった辻希美が製品作りに携わったコラボフレーバーである。
- 2011年
  - 1月 - 従来から配合されているグリコシルトレハロースにアセチルグルコサミンを加えた新成分「ナチュラルアミノ」を配合し、ボディソープのジャンボサイズの一部商品（桃の葉エキス配合・アロエキス配合）を先行でリニューアル発売。
  - 2月 - ボディソープ・シャンプー・コンディショナー・洗顔フォーム・メイクも落とす洗顔フォームをリニューアル発売。
    - ボディソープは先行でリニューアルされた桃の葉エキス配合・アロエエキス配合のジャンボサイズに加え、ローズヒップエキス配合、リンゴエキス配合、カモミールエキス配合、スキンケアソープ（アプリコットエキス&オリーブスクワラン配合）、スキンクリアソープ（ユーカリエキス&ジャスミンエキス配合）並びに桃の葉エキス配合のつめかえ用とミニサイズ、アロエエキス配合のつめかえ用もリニューアル。なお、リニューアルに伴い、ザクロエキス配合を廃止。
    - シャンプー・コンディショナーは「ナチュラルアミノ」に加え、毛髪トリートメント成分「グロスケアオイル」も配合。
    - 洗顔フォームも「ナチュラルアミノ」を配合し、パラベンフリー・無鉱物油・アルコールフリー処方に。こちらはザクロエキス配合を廃止する代わりにラズベリーエキス配合を追加。
    - メイクも落とす洗顔フォームも「ナチュラルアミノ」配合、パラベンフリー・無鉱物油・アルコールフリー化し、ザクロエキス配合を廃止。レギュラーサイズの容量を190gに増量。
    - 薬用ホワイトシリーズは洗顔フォームとメイク落とし洗顔フォームの2種類に絞り、内容量やパッケージデザインを洗顔フォームやメイク落とし洗顔フォームと統一。

  - 3月 - 大容量（通常のハンドソープの約2倍量）タイプの「泡で出てくるハンドソープ」を発売。
  - 6月 - ボディソープに北海道産和種薄荷のエッセンシャルオイルを配合した季節限定品「クールミント」を発売。ジャンボとつめかえ用のセット品、つめかえ用10%増量サイズ（462ml）のみの設定で、ジャンボ単体の設定はない。
  - 7月 - ボディソープにスターフルーツ・ライチ・シークワーサーの3種類の南国フルーツのエキスを配合した季節限定品「トロピカルジューシーフルーツ」を発売。
  - 8月 - 「スピーディメイククリア処方」を採用したクレンジングオイル「お風呂で使えるクレンジングオイル」を発売。
  - 12月 - ボディソープに数量限定品「スイートストロベリー」を発売。当時のイメージキャラクターであった大野智主演の「映画 怪物くん」とのコラボレーション商品で、パッケージに怪物くんのキャラクターが描かれている。
- 2012年
  - 1月 - ボディソープに季節限定品「ふんわり舞う和やか桜」を発売。本品はジャンボとつめかえ用のセット品のみの設定である。
  - 2月 - 4種類の保湿クリーム成分を含んだ洗浄ベースを使用し、植物由来の「スピーディーホイップ成分」を配合した洗顔料「クリーム生まれの濃密泡洗顔」を発売。同時に、洗顔フォーム（薬用ホワイトを含む5種類）・メイク落とし洗顔フォーム（薬用ホワイトを含む3種類）をリニューアル発売。
  - 4月 - ボディソープに季節限定品「さわやかシトラス」を発売。ジャンボとつめかえ用のセット品、つめかえ用のみの設定である。
  - 5月 - ボディソープ・洗顔フォームに涼感タイプの季節限定品「冷んやりミント」を発売。ボディソープは「さわやかシトラス」同様、セット品とつめかえ用のみの設定である。
  - 6月 - 北海道限定でボディソープに「ハスカップ&ベリー」を追加発売。
  - 7月 - ボディソープの季節限定品「トロピカルジューシーフルーツ」を再発売。
  - 8月 - クリーム生まれの濃密泡洗顔にしっとりタイプ「ヒアルロン酸&ローズヒップエキス配合」を追加発売。
  - 10月 - ボディソープの「桃の葉」と「アロエ」にウォルト・ディズニー生誕110周年を記念した「ディズニーデザイン」を数量限定で発売。パッケージは通常の白基調から「桃の葉」はピンク、「アロエ」はグリーンにそれぞれ変更している。
  - 11月 - ボディソープに季節限定品「ディズニーデザイン ゆず&はちみつ」を発売。「ゆず&はちみつ」は2009年2月の生産終了以来3年9ヶ月ぶりの復活となり、今回は「くまのプーさん」が描かれた黄色基調のパッケージとなる。
- 2013年
  - 2月 - 泡で出るオイルタイプのメイク落とし「泡で出てくる濃密泡オイルクレンジング」を発売。
  - 3月 - ボディソープを全面リニューアル。新たに洗浄成分のサボン草エキスを配合。また、ラインナップは桃の葉エキス配合、アロエエキス配合、ローズヒップエキス配合と新たに追加したせっけんの香りの4種類に集約した。
  - 4月 - ボディソープに数量限定品「スイートストロベリー」を発売。ピンクのストライプをベースにミニーマウスを配したディズニーデザインである。
  - 5月
    - ボディソープに季節限定品「ジューシーグレープ」を発売。パッケージに「サリー」と「マイク」をあしらった「モンスターズ・ユニバーシティ」デザインである。
    - 前年に引き続き、ボディソープ・洗顔フォームに季節限定品「冷んやりミント」を発売（「ボディソープ」は同年3月にリニューアルした新仕様となる）。

  - 7月 - ボディソープのせっけんの香り、桃の葉エキス配合に数量限定品「ディズニーコレクション」を発売。
  - 8月
    - 洗顔フォーム・メイク落とし洗顔フォームにさっぱりタイプの「サボン草エキス配合」を追加発売。併せて、洗顔フォームの桃の葉エキス配合、アロエエキス配合、お茶の葉エキス配合、メイク落とし洗顔フォームの桃の葉エキス配合、お茶の葉エキス配合をリニューアル。
    - ミネラルやビタミンを多く含む自然素材を配合した「ナチュラルマルシェ 自然派品質のボディソープ」を発売。
- 2014年
  - 3月
    - ボディソープのせっけんの香り、桃の葉エキス配合、アロエエキス配合に詰替用大容量1000mlを発売。
    - ボディソープの数量限定品「ディズニーコレクション」の新作として、ミッキーマウスデザインの「アップル」、ミニーマウスデザインの「ストロベリー」、くまのプーさんデザインの「ハニーレモネード」と各キャラクターに合わせて設計された特別な香り3種類を発売。詰替用の裏面にキャラクターの耳が印刷されており、これを切り取ってボトルに貼り付けることができる。

  - 4月 - ボディソープ・洗顔フォームの季節限定品「冷んやりミント」販売再開。
  - 6月 - ボディソープの数量限定品「ディズニーコレクション」の新作として、ドナルドダックデザインの「ジューシーグレープ」とディジーダックデザインの「フルーティーローズ」の2種類を発売。併せて、洗顔フォームの「桃の葉エキス」・「お茶の葉エキス」には「ディズニーコレクション くまのプーさんデザイン」を数量限定で発売。
  - 8月
    - 発売20周年を迎え、ボディソープを全面リニューアル。3種のオーガニック素材を組み合わせた「オーガニックMIX成分」を新配合し、石油系洗浄成分・着色料・鉱物油・シリコン・パラベンを不使用化。香りも改良。また、内容量も変更した（ジャンボ：580ml→550ml、詰替用：420ml→400ml、「桃の葉エキス配合」に設定のミニは据え置き）。
    - 洗浄成分のソープナッツと保湿成分を組み合わせた「オーガニックMIX成分」を配合し、石油系洗浄成分・パラベン・鉱物油・着色料不使用設計とした「泡洗顔」を発売。併せて、洗顔フォームとメイク落とし洗顔フォームも「オーガニックMIX成分」を配合してリニューアルし、メイク落とし洗顔フォームには「シアバター配合」を追加発売。

  - 10月 - ボディソープの季節限定品「キイチゴエキス配合」を発売。
  - 11月 - ボディソープの季節限定品「アプリコットオイル配合」を発売。
- 2015年
  - 1月 - ボディソープの季節限定品「さくら」を発売。
  - 2月
    - 「泡で出てくるボディソープ」を発売。
    - 「洗顔フォーム」・「メイク落とし洗顔フォーム」の桃の葉・お茶の葉に大容量サイズ（洗顔フォームは220g、メイク落とし洗顔フォームは270g）を追加発売。
    - 「お風呂で使えるクレンジングオイル」・「ディープクリア オイルクレンジング」をリニューアル。

  - 5月 - ボディソープの季節限定品「冷凍みかん」・「フローズンピーチ」を発売。
  - 10月
    - 泡で出てくるボディソープの季節限定品「ハローキティ」を発売。
    - ボディソープの季節限定品「アップルパイ」・「洋なしタルト」を発売。

  - 11月
    - 洗顔フォームとメイク落とし洗顔フォームに、スペイン・アンダルシア産エクストラヴァージンオリーブオイルを配合した季節限定品「オリーブオイル配合」を発売。
    - ボディソープの季節限定品「ゆず&はちみつ」、「キイチゴ&シアバター」を発売。「ゆず&はちみつ」は3年ぶりの発売となり、「キイチゴ&シアバター」はアルコールも不使用設計である。
- 2016年
  - 2月 - 2015年10月に発売された季節限定品「泡で出てくるボディソープ ハローキティ」を新デザインに変更して再発売。今回は「桃の葉」に加え、季節限定品のみの設定となる「アロエ」を加えた2種類となる。
  - 3月 - ボディソープ・洗顔フォーム・メイク落とし洗顔フォームをリニューアル。
    - ボディソープは石けん洗浄成分とアミノ酸系洗浄成分をベースにした「サッパリクリア処方」を採用。また、ボトルは泡をイメージした白基調のシンプルデザインとなり、内容量を変更（ジャンボ：550ml→530ml、詰替用：400ml→380ml、「桃の葉エキス配合」に設定のミニは据え置き）。詰替用大容量も内容量を1000mlから800mlに変更するとともに、ボディソープのつめかえ用としては初となるつぶせるボトルタイプに変更。ラインナップは既存の「桃の葉エキス配合」・「アロエエキス配合」と皮脂吸着成分の海泥を配合した「リフレッシュ 海泥配合」の3種類に集約した。併せて、「泡で出てくるボディソープ」も白基調のパッケージにデザインリニューアルした。
    - 洗顔フォーム・メイク落とし洗顔フォームは「クイックフォーム処方」を採用。また、パッケージは「ボディソープ」・「泡で出てくるボディソープ」同様に白基調となり、桃の葉エキス配合とお茶のエキス配合に設定されていた大容量サイズを廃止する替わりに内容量を増量（洗顔フォーム：110g→130g、メイク落とし洗顔フォーム：190g→200g）。併せて、「シアバター配合」を廃止する替わりに、「リフレッシュ 海泥配合」を新たに発売した。

  - 5月
    - ボディソープの季節限定品「冷んやりミント」と「冷凍みかん」を、「サッパリクリア処方」に清涼成分メントールを配合した新処方と新パッケージにリニューアルの上販売を再開。
    - 洗顔フォーム・メイク落とし洗顔フォームの季節限定品「カモミール&ミント」を発売。

  - 6月 - ボディソープの季節限定品「ラムネ」と「冷やしパイン」、洗顔フォームおよびメイク落とし洗顔フォームの季節限定品「かき氷イチゴ」を発売。
  - 8月 - 全国を11のエリアに分け、各エリアの植物成分を配合する「ご当地ボディソープ」の取り組みを開始し、第1弾として、北海道産ラベンダー花エキスを配合した「ラベンダー」と沖縄県産ゲットウ花エキスを配合した「月桃」の2種類を発売。なお、「ラベンダー」は2008年8月に数量限定品として発売して以来となる。
  - 10月 - 当時のイメージキャラクターであった木村カエラが開発に携わったボディソープの限定品「はちみつ屋さんの香り」を発売（なお、発売日は木村の誕生日である10月24日に設定されている）。なお、本品はジャンボ単体とセット（ジャンボ+詰替用）の2つの形態での発売となり、詰替用単体での発売はない。
  - 11月 - ご当地ボディソープ企画の第2弾として、神奈川県産サトザクラ花エキスを配合した「桜の花」を数量限定で発売。
- 2017年
  - 2月
    - 「薬用ハンドソープ 桃の葉」をリニューアル。殺菌成分をトリクロサンからイソプロピルメチルフェノールに変更するとともに、パッケージデザインが白基調に刷新され、「naive」のロゴが変更された。
    - ご当地ボディソープ企画の第3弾として、和歌山県産ウメ果実エキスを配合した「梅」を数量限定で発売。

  - 3月 - 香気成分「リラックスの素」を配合した「リラックスボディソープ（テアニン配合）」を発売。
  - 6月 - ご当地ボディソープ企画の第4弾として、広島県産レモン果汁を配合した「レモン」を数量限定で発売。
  - 11月 
    - ご当地ボディソープ企画の第5弾として、青森県産リンゴ果実エキスを配合した「りんご」を数量限定で発売。
    - 「泡で出てくるボディソープ」の数量限定デザイン品「シナモロール」を発売（なお、「プロスタイル 泡の寝ぐせ直し」にも数量限定デザイン品「シナモロール」が設定される）。
- 2018年
  - 3月
    - クレンジングのサブブランド「ナイーブ ボタニカル」を発売。
    - ご当地ボディソープ企画の第6弾として、熊本県産晩白柚果実油を香料に配合した「晩白柚」を数量限定発売。パッケージにはくまモンがあしなわれている。また、売上の一部が熊本地震の被災地へ寄付される。

  - 6月 - 「ボディソープ」・「泡で出てくるボディソープ」・「薬用 泡で出てくるハンドソープ」の数量限定デザイン品「ポムポムプリン」を発売（「薬用 泡で出てくるハンドソープ」は限定品ながら2011年3月以来の発売となる。セット品（本体+詰替用）のみの設定となる）。
  - 7月 - ブランド初となる着色料・香料・鉱物油・パラベン・シリコン・アルコール（エタノール）・サルフェート（硫酸系界面活性剤）不使用設計とした「ナイーブピュア 泡ボディソープ」を発売。
  - 8月
    - ご当地ボディソープ企画の第7弾として、山梨県産のぶどうから作られたワイン発酵エキスを配合した「ぶどう」を数量限定で発売。
    - 「泡で出てくるボディソープ」の数量限定デザイン品「マイメロディ&クロミ」を発売（本体は表がマイメロディ、裏がクロミのリバーシブルデザインとなる）。

  - 11月 - ご当地ボディソープ企画の第8弾として、徳島県産ゆず果実エキスを配合した「柚子」を発売。
- 2019年
  - 1月 - 2018年3月に発売された「ボディソープ 晩白柚」を数量限定で再発売（ご当地ボディソープ企画では初の再発売品となる）。前回同様、売上の一部が熊本地震の被災地へ寄付される。
  - 3月
    - 「ボディソープ」・「泡で出てくるボディソープ」をリニューアル。ココイルトレオニンNa・ココイルグルタミン酸2Na・ココイルグルタミン酸Naで構成された「植物性アミノ酸系洗浄成分MIX」と「素肌すこやか成分（アセチルグルコサミン・DPG）」を追加配合。また、ブランドロゴも変更された。
    - サブブランド「ナイーブ ボタニカル」にクリーミー洗顔料とクリーミー泡洗顔料を追加発売。

  - 4月 - ボディソープの季節限定品「冷やしミント（「冷んやりミント」から改名）」と「冷凍みかん」を新パッケージに変更して約3年ぶりに再発売。
  - 6月 - ボディソープの数量限定品バーバパパコラボデザインを発売。ポンプは「桃の葉エキス配合」はバーバパパデザイン、「アロエエキス配合」はバーバララデザインとなり、詰替用はバーバパパ・バーバママと7人のこども達全員が描かれたデザインとなる。
  - 9月 - 「洗顔フォーム」・「メイク落とし洗顔フォーム」をリニューアル。アセチルグルコサミンとDGで構成された「素肌うるおい成分」が配合され、泡の密着度が向上。同時に、既存のラインナップを「桃の葉エキス配合」と「お茶の葉エキス配合」に絞るとともに「ゆずセラミド配合」を追加した3種類となり、「洗顔フォーム」と「メイク落とし洗顔フォーム」が同じ種類のラインナップに統一された。
  - 12月 - ボディソープの数量限定品バーバパパコラボデザインの第2弾を発売。新デザインで再発売となる「ボディソープ（桃の葉エキス配合）」に加え、ポンプにバーバパパとバーバママのリバーシブルデザインを採用した「泡で出てくるボディソープ」もラインナップされた。
- 2020年
  - 3月 - ご当地ボディソープ企画の第9弾として、静岡県産茶花エキスを配合した「お茶」と富山県産海洋深層水を配合した「マリン」の2種類を数量限定で発売。2016年8月から実施してきた「ご当地ボディソープ」はこれら2種類の発売をもって完結した[1]。
  - 4月 - ボディソープの数量限定品「冷やしミント」と「冷凍みかん」を再発売[2]。
  - 7月 - ボディソープの数量限定品すみっコぐらしコラボデザインを発売。ポンプは「ボディソープ（桃の葉エキス配合）」はしろくまデザイン、「泡で出てくるボディソープ」はねこととかげのリバーシブルデザインとなる[3]。
  - 9月 - 泡で出てくるボディソープに「しっとりタイプ」を追加発売[4]。
  - 10月 - 「薬用泡ハンドソープ」を数量限定で発売。泡タイプのハンドソープは2018年3月の「ポムポムプリン」の限定デザイン品以来の発売となり、ブルーを基調としたデザインとなる[5]。
- 2021年
  - 3月
    - ボディソープの数量限定品すみっコぐらしコラボデザインの第2弾を発売。ポンプは「ボディソープ（桃の葉エキス配合）」はねこデザインに、「泡で出てくるボディソープ」はぺんぎん?ととんかつのリバーシブルデザインに変更され、詰替用のデザインも変更された[6]。同日に2020年10月に数量限定で発売されていた「薬用泡ハンドソープ」が「すみっコぐらし」とのコラボデザイン（ポンプはしろくまデザイン）に一新し、「薬用植物性泡ハンドソープ すみっコぐらし」に改名してリニューアルされ、レギュラー製品化[7]。
    - サブブランド「ナイーブ ボタニカル」が全面リニューアルされ、ラインナップをクレンジングオイル、ホットクレンジングバーム、クリーミー洗顔料、クリーミー泡洗顔料の4種類に集約[8]。

  - 4月 - ボディソープ・泡で出てくるボディソープの数量限定品「冷んやり桃ミント」を発売[9]。
  - 7月 - ボディソープ・泡で出てくるボディソープの数量限定品「SPORTS」を発売。「ニオイ汚れクレンジング成分（セテス-15、ステアリン酸PEG-25）」や清涼成分のl-メントールを配合している[10]。
  - 11月 - ボディソープ・泡で出てくるボディソープのくまのプーさん限定デザインを数量限定で発売。2012年11月以来約9年ぶりの発売となり、ボディソープは「はちみつMIX（はちみつ、グリセリン）」とホホバオイルのダブルうるおい成分を配合した特別仕様。泡ボディソープは既存の「しっとりタイプ」のパッケージデザイン違いとなる[11]。
- 2022年
  - 2月 - 数量限定品すみっコぐらしコラボデザイン第3弾を発売。ボディソープ・泡で出てくるボディソープともにポンプはとんかつとえびふらいのしっぽデザイン（泡で出てくるボディソープはしろくまとのリバーシブル仕様）となり、詰替用のデザインも変更。また、ふろしきを頭に乗せたしろくまデザインの洗顔フォームとえびふらいのしっぽを頭に乗せたとんかつデザインのメイク落とし洗顔フォームも追加された[12]。
  - 3月 - 「The Naive（ザ ナイーブ）ボディソープ」を発売。ポンプは初回生産分限定でイメージキャラクターを務める高橋一生が描かれた限定デザインパッケージ仕様となる[13]。
  - 4月 - ボディソープ・泡で出てくるボディソープの数量限定品「冷んやり桃ミント」を再発売[14]。
  - 9月 - 数量限定品「旅の宿ボディソープ」、「旅の宿泡で出てくるボディソープ」を発売。薬用入浴剤「旅の宿」とのコラボレーション製品で、共通で温泉含有香気成分（香り成分）や「旅の宿」にも配合されているトウキ根エキス+グリセリン（うるおい成分）を配合、香りは液体タイプの「旅の宿ボディソープ」は草津の自然でやさしい柚子の香り、「旅の宿泡で出てくるボディソープ」は箱根の爽やかな香草の香りとなり、パッケージも「旅の宿」の版画デザインを採用している[15]。
- 2023年
  - 1月 - 数量限定品「さくらボディソープ」を発売。うるおい成分としてサクラ葉エキスを配合した特別仕様で、詰替用には通常品（380ml）に加え、数量限定品で初となる760ml入り（通常品の2袋分）の大容量も設定される[16]。
  - 3月 - ボディソープ・泡で出てくるボディソープをリニューアル。ボディソープは桃の葉エキス配合・アロエエキス配合・リフレッシュ 海泥配合の3種類に絞り、桃の葉エキス配合にはゆずセラミド（ユズ果実エキス）、モモ果汁、グリセリンで構成された整肌成分「ゆずセラミドEX」を、アロエエキス配合には整肌成分ゲットウ葉エキス&グリセリンを、リフレッシュ 海泥配合は皮脂吸着成分カオリンとうるおい成分グレープフルーツエキスをそれぞれ配合。従来は桃の葉エキス配合のみだった詰替用2回分アロエエキス配合にも設定された。泡で出てくるボディソープは桃の葉エキス配合から改名したうるおいタイプとリニューアルに合わせて追加されたディープクリアのラインナップとなり、ポンプの容器形状が角形から丸みのある形状に変更され、内容量が増量された（ポンプ：500ml/詰替用：450ml→ポンプ：600ml/詰替用：480ml）[17]。
  - 4月 - ボディソープ・泡で出てくるボディソープの数量限定品「ひんやり桃ミント」をすみっコぐらしのコラボデザインとしてリニューアルの上で再発売[18]。
  - 5月 - 「The Naive ボディソープ」にSPY×FAMILY限定デザインが設定され、数量限定で発売[19]。
  - 7月
    - 「The Naive ボディソープ」をリニューアル。パッケージデザインが変更された[20]。
    - ボディソープ・泡で出てくるボディソープの桃の葉エキス配合にちいかわコラボデザインを設定し、数量限定で発売。

  - 8月 - 泡で出てくるボディソープに「オイルイン」を追加発売[21]。
  - 9月 - ボディソープ・泡で出てくるボディソープの数量限定品「金木犀の香り」を発売[22]。
  - 11月
    - 「薬用植物性ハンドソープ すみっコぐらし」をリニューアル。パッケージデザインが変更され、本体・つめかえ用共に「うさぎマイスター」が新たに描かれた[23]。
    - 数量限定品「旅の宿ボディソープ」、「旅の宿泡で出てくるボディソープ」をリニューアルの上で再発売。うるおい成分にミネラル含有 出雲湯村温泉水が追加配合されたほか、「旅の宿泡で出てくるボディソープ」は通常品に準じてポンプの容器形状が変わり、内容量が増量された[24]。

## 商品ラインナップ
- ボディソープ - 桃の葉エキス配合・アロエエキス配合・グレープフルーツエキス配合
- 泡で出てくるボディソープ - 桃の葉エキス配合・グレープフルーツエキス配合・シアバター配合
- ピュア 泡ボディソープ
- 洗顔フォーム - 桃の葉エキス配合・お茶の葉エキス配合・ゆずセラミド配合
- メイク落とし洗顔フォーム - 桃の葉エキス配合・お茶の葉エキス配合・ゆずセラミド配合
- お風呂で使えるクレンジングオイル
- 薬用植物性泡ハンドソープ すみっコぐらし【医薬部外品】

## CM出演・イメージキャラクター
現在
- 高橋一生（The Naive、2022年3月 - ）[25]

過去
- 辻希美（2010年）
- 大野智（嵐）（2011年 - 2014年）
- 木村カエラ（2016年）
- 佐藤健（2017年3月 - 2018年4月）[26]
- 市川実日子・片桐仁（2019年3月 - 2021年）
- 所ジョージ（旧：カネボウ時代）
- 城戸真亜子（旧：カネボウ時代）
- 三津谷葉子（旧：カネボウ時代）
- 飯島直子（旧：カネボウ時代）
- 山崎直樹（旧：カネボウ時代）
- 湯山敦紀（旧：カネボウ時代）

なお、旧：カネボウ時代は所と城戸、三津谷が家族役で共演した他、所と飯島が一緒に共演していた事もあった。